# Leugny (Yonne)
Leugny es una localidad y comuna francesa situada en la región de Borgoña, departamento de Yonne, en el distrito de Auxerre y cantón de Toucy.

## Demografía
| 613 | 603 | 583 | 644 | 682 | 664 | 730 | 787 | 730 | 761 | 788 | 784 | 746 | 702 | 665 | 665 | 647 | 629 | 645 | 564 | 502 | 475 | 442 | 458 | 493 | 420 | 418 | 406 | 377 | 333 | 325 | 336 | 349 |
| Para los censos de 1962 a 1999 la población legal corresponde a la población sin duplicidades (Fuente: INSEE [Consultar]) |     |     |     |     |     |     |     |     |     |     |     |     |     |     |     |     |     |     |     |     |     |     |     |     |     |     |     |     |     |     |     |     |

## Geografía
La geografía está atravesada por el río Ouanne.